# 中国农工民主党湖南省委员会
中国农工民主党湖南省委员会，简称农工党湖南省委、湖南农工党，是中国农工民主党在湖南省的地方组织。